# Euonymus castaneifolius
Euonymus castaneifolius är en benvedsväxtart som beskrevs av Henry Nicholas Ridley. Euonymus castaneifolius ingår i släktet Euonymus och familjen Celastraceae. Inga underarter finns listade.